# 박병호 (1946년)
박병호(朴炳浩, 1946년 3월 8일~)는 대한민국의 정치인이다. 제1대 대전광역시의원, 제12·15대 대전광역시 동구청장을 역임하였다. 충청북도 제천시 출생이다.

## 학력
- 대전삼성국민학교 졸업
- 한밭중학교 졸업
- 대전공업고등학교 졸업
- 원광대학교 약학과 학사 졸업

### 비학위 수료
- 충남대학교 경영행정대학원 최고관리자 과정 수료

## 경력
- 1982 대전시약사회 부회장
- 1991. 6.~1995. 6. 제1대 대전직할시의회의원
- 대전직할시의회 내무위원장
- 1995. 7.~1998. 6. 제12대 대전광역시 동구청장
- 자유민주연합 대전시당 동구 을 부위원장
- 1998 자유민주연합 탈당·새정치국민회의 입당
- 열린우리당 대전시당 지방자치특별위원회 위원장
- 2004. 6.~2006. 6. 제15대 대전광역시 동구청장
- 민족통일 대전시 협의회장
- 회상사(족보출판) 경영고문

## 가족
- 아버지: 박홍구(1922년~2002년 2월 8일)
- 동생: 박병석(1952년~) 제16·17·18·19·20·21대 국회의원. 제21대 국회 전반기 국회의장(2020. 6.~2022. 5.)
- 동생: 박병민

## 역대 선거 결과
|  | 37.2% |

|  | 57.58% |

|  | 26.16% |

|  | 31.9% |

|  | 13.62% |

| 전임 임영호 | 제12대 대전광역시 동구청장(민선) 1995년 7월 1일~1998년 6월 30일 | 후임 임영호 |

| 전임 임영호 (권한대행)조명식 | 제15대 대전광역시 동구청장(민선) 2004년 6월 6일~2006년 6월 30일 | 후임 이장우 |